# 妙觉寺 (太谷)
妙觉寺，位于山西省晋中市太谷区阳邑乡新村，是一座汉传佛教寺院。

## 简介
妙觉寺是明清时期建筑，现存建筑除了千佛殿是清代建筑之外，其他均保存有明代建筑风格。中华人民共和国时期，妙觉寺一直是村委会的办公用房，但因缺少维护而损毁严重。村委会后来迁离妙觉寺，妙觉寺自此一直荒废。2013年，被列为第七批全国重点文物保护单位。
妙觉寺的过殿千佛殿内满墙都是壁画。但到2010年代，因为年久失修，该殿西侧屋顶已坍塌露天，壁画三分之二被泥水覆盖毁损，造成无法弥补的损失。民间古建保护志愿者唐大华多次在个人微博上呼吁政府保护并修复妙觉寺，尽管政府部门有所回应，但直到2015年初仍未开展维修。